# 騎西城
騎西城（きさいじょう）は、埼玉県加須市騎西地域（武蔵国埼玉郡）にあった日本の城。残存する土塁が「騎西城土塁跡」として加須市指定史跡。

## 概要
築城時期は不明だが、上杉氏配下となっていた太田氏によって築城されたという説がある。城の名前は皇后の領地を管理する「私部」やこの土地一帯が「埼西郡」と呼ばれたことに由来し、以前は「私市」と表記していた。また、「根古屋城」、「山根城」とも呼ばれていた。

## 構造
遺構は、東西約400メートル、南北約400メートルの規模を持つ。西端に「本丸」、「ニの丸」を南北に置く。その東に「天神曲輪」、「馬屋曲輪」、さらに東に「丸」と呼ばれる曲輪が2つあり、東端側の丸に大手門を置く。

城郭の規模は東西約255メートル、南北約210メートル。
1987年（昭和62年）、1988年（昭和63年）の武家屋敷の発掘調査で、本城との間の堀が全国的に珍しい障子堀であることが明らかになった。
唯一の遺構として高さ約3メートルの土塁が伝わっており、「私市城阯」の石碑が建っている。

## 歴史・沿革

### 築城から廃城まで
- 1350年頃[8]、秀郷流佐野氏族の戸室親久が城主を務めたという[2][9][10]。
- 1455年（康正元年）古河公方足利成氏、崎西郡に集結する上杉勢（上杉・長尾・庁鼻和）を攻める[11]。
- 1471年（文明3年）、『鉄倉大草紙』に、五十子陣（本庄市）の上杉方に対する成氏方に「私市の佐々木氏」の名がある[11]。
- 15世紀後半〜16世紀前半、小田顕家が騎西城主となる。その後、忍城（行田市）城主成田親泰の子、助三郎（朝興）を養子に迎え、種足村百石に隠居する[11]。
- 1539年（天文8年）、顕家が没し、雲祥寺（鴻巣市）に葬られる[11]。
- 1560年（永禄3年）、長尾景虎（上杉謙信）、関東の北条方の諸城を攻略。その際、朝興も兄の忍城主成田長泰と共に参陣、景虎は諸将に知行を安堵する[11]。
- 1561年（永禄4年）、長泰が鎌倉八幡宮で上杉政虎（謙信） に辱めを受け、反旗を翻し北条方となる。弟の朝興も行動を共にする[11]。
- 1563年（永禄6年）、北条氏康・武田信玄の連合軍が上杉方の松山城（吉見町）を攻略。その報復として上杉輝虎（謙信） は騎西城を攻め、城主成田助三郎（朝興）は自害、城は焼き払われたと言われる。これについては城主殺害説、降参説がありはっきりわかっていない[11][12]。
- 1569年（永禄12年）、上杉と北条の講和（越相同盟）が成立し、上杉方は武蔵北部を支配する。1574年（天正18年）、講話が破れ、謙信は関東に出兵し40日にわたり寄西（騎西）・少輔（菖蒲）・岩付（岩槻）などの城を攻撃し、北武蔵の小城に至るまで徹底的に焼き討ちする[11]。
- 1590年（天正18年）、豊臣秀吉、関東の北条方の諸城（小田原・八王子・岩槻・忍城など）を攻略。騎西城は一戦を交えずして降伏したと思われる。北条氏滅亡後、騎西城には松平康重が入り、2万石を治めた[11]。
- 1601年（慶長6年）、康重が常陸国笠間（茨城県笠間市）に移封し3万石を拝領する[11]。
- 1602年（慶長7年）、康重の後をうけて大久保忠常が騎西を治める[11]。
- 1611年（慶長16年） 、忠常没し（32歳）、忠常の子である忠職（8歳）が父の遺領をついで城主となる[11]。
- 1632年（寛永9年）、忠職は美濃国加納城（岐阜県岐阜市）へ移封となり5万石を得た。騎西城は廃城となる[11]。

### 模擬天守の建設

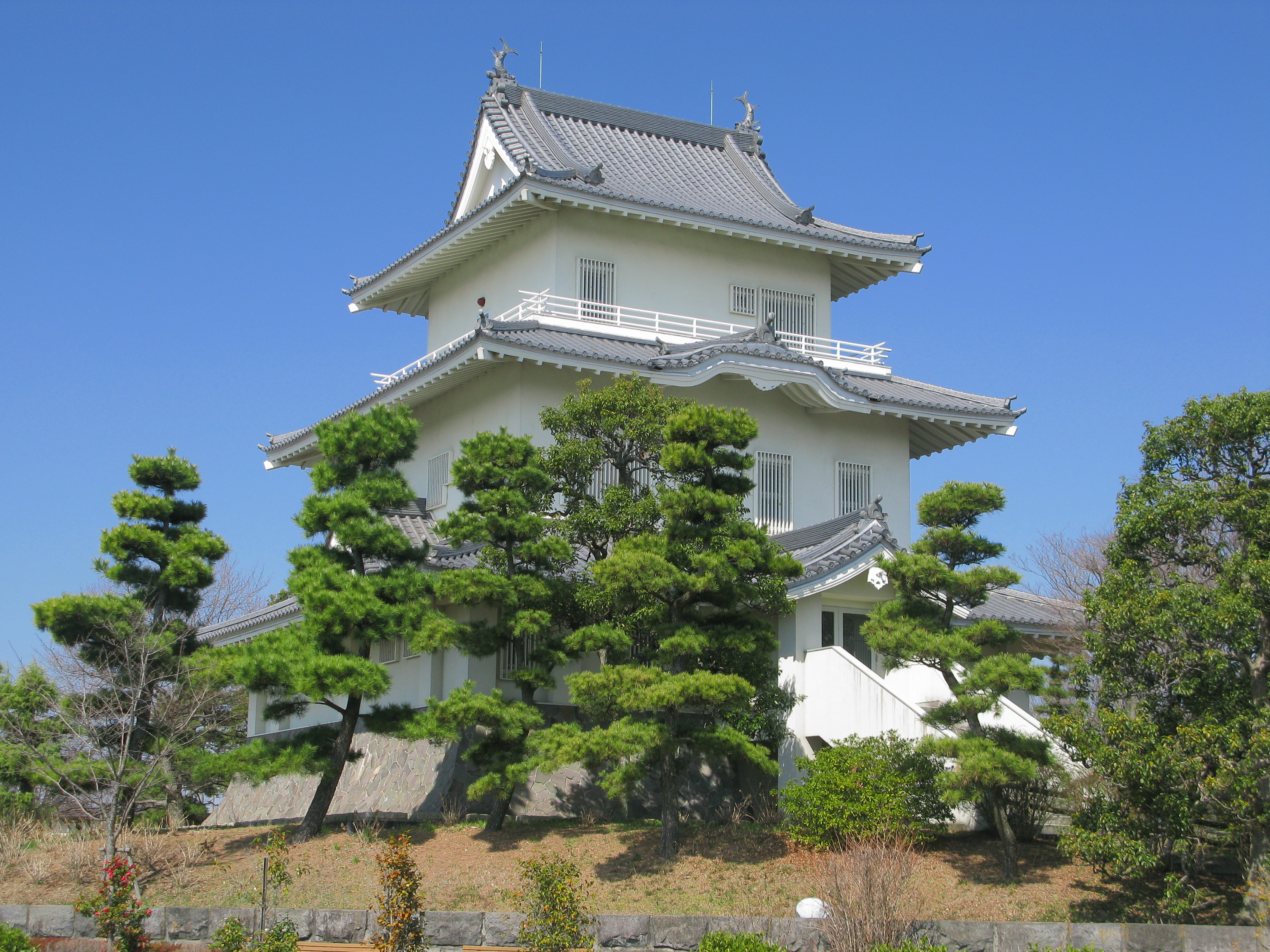
模擬天守「騎西城」

現在、広く騎西城として認知されている天守風の建物は、1974年（昭和49年）8月に建設された模擬天守である。実際の騎西城は平城であり、そもそも天守は存在しなかったため、歴史上の騎西城がこの形状をしていたわけではない。実態は「城下町騎西」のイメージを定着させる目的のもと、天守風の形状を想像してつくられた婦人会館であり、婦人層に向けた研修の場として設計された福祉施設の一つであった。鉄筋コンクリート3階建てで、1階は文化財展示室、2階は会議室・控室、3階は和室となっており、総工費は約4千5百万円である。1975年（昭和50年）1月23日に開館した。現在、婦人会館としては利用されておらず、施設全体が郷土史料展示室（騎西城）として運営され、藤まつり、あじさい祭り、騎西地域文化祭、市民の日イベントの特別公開時のみ入場できる。

## 出土品

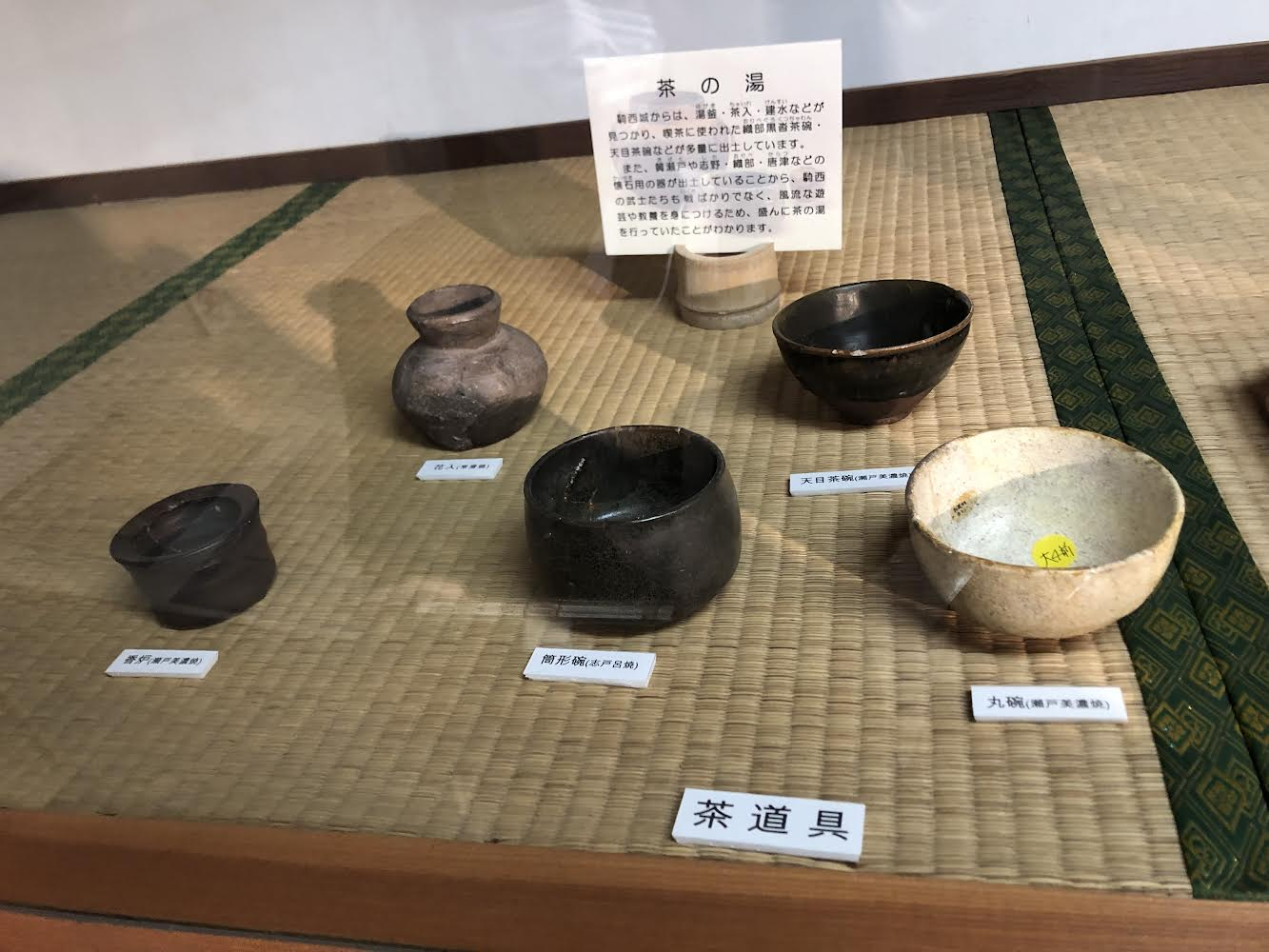
出土した志戸呂焼や瀬戸焼・美濃焼などの茶道具

騎西城では、武士たちが風流な遊芸や教養を身につけるため、茶の湯が盛んに行われた。
15〜16世紀中頃までには、瀬戸焼・美濃焼の天目茶碗が城郭部や武家屋敷で多数見つかっている。茶碗は、戦国時代で最も使用されていた茶道具で、その多くを占めていたのが瀬戸焼・美濃焼の天目茶碗である。
騎西城における茶陶は、16世紀末から17世紀前半が最も華やかな時期で、茶の湯が広く浸透していたと考えられる。この時期の騎西城においては、瀬戸焼・美濃焼の黄瀬戸鉢や志野向付・鼠志野大皿、織部黒沓茶碗・青織部向付・青織部汁注・茶入、唐津焼の沓茶碗・徳利・鉄絵向付、備前焼の徳利・平鉢などさまざまな桃山陶器が出土している。一部には、京都から流通したものもあると思われる。また、桃山陶器の大半は城郭部から見つかっており、茶の湯が多く行われていたのは城郭部であったと想定される。
騎西城から出土した十六間筋兜と他の兜との違いは、鉢や吹返などが着いた状態で発見されたことである。戦国時代の兜で装飾がほとんど着いた状態で発見されたのはめずらしい例である。1563年（永禄6年）守将小田伊賀守と上杉輝虎（謙信）との戦いが、兜が発見された場所付近まで及んだため、兜の持ち主は、攻城型武士と予想されている。

## 信仰・民俗
騎西城は、文献や城の絵図が遺る。1980年（昭和55年）から80次を超える発掘調査がなされている。区画整理に伴い城郭部や武家屋敷跡西部の成果が顕著で、信仰に関する出土品では護符・呪符・舟形・位牌・銅鋺・数珠などがある。

### 蘓民将来符
騎西城跡の井戸状遺構から、四角柱型の蘇民将来符が5体発見された。武塔神によって施された。結婚相手を探すために旅に出た武塔神は、宿を求めるが、弟の巨旦将来は、裕福でありながらそれを断った。しかし、巨旦将来の兄で貧しい暮らしをしている蘇民将来は快諾し、武塔神を一泊させた。
武塔神は再びその地を訪れたときに、蘇民将来の一家に茅の輪を渡し、巨旦将来の一家を皆殺しにした。
武塔神は、茅の輪を蘇民将来の一家の腰に装着させ、『吾は須佐之男の神である。後の世に疫病があれば、汝らは蘇民将来の子孫と言って、茅の輪を腰に着けている者は疫病から逃れられる』と、彼らに伝えた。
須佐之男の神は牛頭天王となり、厄除けの神として、青森県から長崎県まで信仰されている。
騎西城の蘇民将来符と同じ種類のものが、八坂神社（京都市）、信濃国分寺（長野県上田市）などで祀られている。

### 騎西（私市）城武家屋敷跡墓址
墓址（墓地）は埋没ロームに立地し、騎西城武家屋敷内に位置する。標高は12.5メートルである。
町内の発掘調査では、騎西城武家屋敷跡から戦国時代と推定される墓が30数基確認されている。いずれも楕円形や長方形の土葬墓で、集石や蔵骨器は伴わない。出土遺物には人骨の他、ロクロ整形のかわらけ・銭貨・板碑がある。人骨は、多くが頭部を北方に向けて埋葬され、これは近年まで行われていた風習である。1991年（平成3年）、町遺跡調査会が実施した調査では墓は確認されず、また、1995年（平成7年）にその東隣で実施した確認調査では、南東角のトレンチでのみ確認されているため、現段階では墓地跡は北群と南群があるものと思われる。
北群の墓址
20数基確認され、いずれも楕円形や長方形のものである。人骨は頭部を北方に向けて埋葬されている。
南群の墓址
10数基確認されている。いずれも、楕円形や長方形のもので、北群同様に人骨は頭部を北方に向けて埋葬されているものが多い。
出土遺物には人骨の胸付近に置かれた板碑がある。板碑は高さ24cmで、阿弥陀種子の左右に光明真言を刻むものである。

### 信仰に関する出土品
小杯
小型で、丁寧に作られていることから仏具と考えられている。内面と脚部内外面に黒色漆塗りが施されている。
小型壺
内外面に黒色漆塗りが施されているが、底に塗彩は施されていない。口縁部の立ち上がりの形状から、蓋の存在が推測される。漆剥落部分から、ロクロの挽き痕が観察できる。騎西町史では「薬壺」としているが、加須市埋蔵文化財調査報告書では「小型壺」とする。仏具の可能性が高い。

## アクセス
- 東北自動車道加須インターチェンジより車で約15分
- 東武伊勢崎線加須駅南口バスのりば・JR高崎線鴻巣駅東口1番のりば より朝日バスで騎西城停留所下車。すぐ。